# Karma (Kamelot)
Karma è il quinto disco del gruppo power metal statunitense Kamelot, pubblicato nel marzo 2001.

## Curiosità
Vi è una straordinaria e indiscutibile somiglianza tra il giro di chitarre che segue al riff della chitarra principale nella canzone "My Selene" dei Sonata Arctica, presente nell'album "Reckoning Night" (2004) con quello presente nella canzone dei Kamelot, "Karma".
Inoltre il riff principale del brano Forever riprende il motivo della Canzone di Solveig dal Peer Gynt di Edvard Grieg.

## Tracce
1. Regalis Apertura – 1:57
2. Forever – 4:07
3. Wings of Despair – 4:32
4. The Spell – 4:20
5. Don't You Cry – 4:18
6. Karma – 5:12
7. The Light I Shine on You – 4:15
8. Temples of Gold – 4:11
9. Across the Highlands – 3:46
10. Elizabeth: I - Mirror Mirror – 4:22
11. Elizabeth: II - Requiem for the Innocent – 3:46
12. Elizabeth: III - Fall from Grace – 11:01

## Formazione
- Roy Khan - voce
- Thomas Youngblood - chitarra
- Glenn Barry - basso
- Casey Grillo - batteria

### Ospiti
- Miro - tastiere
- Sascha Paeth - chitarra